# Michael Præst
Michael Præst (Garðabær, 25 luglio 1986) è un ex calciatore danese, che giocava nel ruolo di difensore.

## Carriera

### Club
Præst iniziò la carriera professionistica nella squadra danese del Vejle, con la quale disputo anche i campionati giovanili, prima di essere ceduto prima in prestito e poi definitivamente al Kolding. Dopo due stagioni, passò - sempre in Danimarca- al Fyn con cui disputò altri due campionati, al termine delle quali si trasferì nella società islandese dello Stjarnan di cui divenne capitano. Nel 2014, contribuì alla conquista del primo titolo della società islandese.
Nel 2015 si trasferisce al KR Reykjavik, dove rimane per tre anni. Nel 2018 fa ritorno in Danimarca al Kolding, dove disputa l'ultima stagione prima di ritirarsi dal calcio giocato, nel luglio 2019.

## Palmarès

### Competizioni nazionali
- Campionato islandese: 1

Stjarnan: 2014